# Interlands Luxemburgs voetbalelftal 1911-1919
Deze pagina toont een chronologisch en gedetailleerd overzicht van de interlands die het Luxemburgs voetbalelftal heeft gespeeld in de periode 1911 – 1919.

## Interlands

### 1911
|                                                                       |                  |       |                                                                       |                                                                                          |
| 29 oktober Vriendschappelijk № 1 «onderlinge duels» 15:00 uur (UTC+1) | Luxemburg        | 1 – 4 | Frankrijk                                                             | Stade Racing Club, Luxemburg Toeschouwers: 2.400 Scheidsrechter: Raphaël Van Praag (BEL) |
| 29 oktober Vriendschappelijk № 1 «onderlinge duels» 15:00 uur (UTC+1) | Albert Elter 15' |       | 26' Henri Vialmontei 32', 80' (pen.) Louis Mesnier 85' Ernest Gravier | Stade Racing Club, Luxemburg Toeschouwers: 2.400 Scheidsrechter: Raphaël Van Praag (BEL) |

### 1912
Geen interlands gespeeld.

### 1913
|                                                                   |                                                                                          |       |           |                                                                                              |
| 20 april Vriendschappelijk № 2 «onderlinge duels» 15:00 uur (UTC) | Frankrijk                                                                                | 8 – 0 | Luxemburg | Stade de Paris, Saint-Ouen-sur-Seine Toeschouwers: 3.000 Scheidsrechter: Hubert Istace (BEL) |
| 20 april Vriendschappelijk № 2 «onderlinge duels» 15:00 uur (UTC) | Eugène Maës 28', 56', 68', 86', 88' André Poullain 30' Felice Romano 78' Jean Ducret 83' |       |           | Stade de Paris, Saint-Ouen-sur-Seine Toeschouwers: 3.000 Scheidsrechter: Hubert Istace (BEL) |

### 1914
|                                                                       |                                               |       |                                                                          |                                                                                         |
| 8 februari Vriendschappelijk № 3 «onderlinge duels» 15:00 uur (UTC+1) | Luxemburg                                     | 5 – 4 | Frankrijk                                                                | Stade Racing Club, Luxemburg Toeschouwers: 3.000 Scheidsrechter: Maurice Goossens (BEL) |
| 8 februari Vriendschappelijk № 3 «onderlinge duels» 15:00 uur (UTC+1) | Jean Massard 4', 20' (pen.) Zénon Bernard 47' |       | 13' Henri Bard 22' Jean Ducret 41' Charles Géronimi 85' Marcel Triboulet | Stade Racing Club, Luxemburg Toeschouwers: 3.000 Scheidsrechter: Maurice Goossens (BEL) |

### 1915
Geen interlands gespeeld.

### 1916
Geen interlands gespeeld.

### 1917
Geen interlands gespeeld.

### 1918
Geen interlands gespeeld.

### 1919
Geen interlands gespeeld.
België · Bohemen · Denemarken · Duitsland · Engeland · Finland · Frankrijk · Hongarije · Ierland · Italië · Luxemburg · Nederland · Noorwegen · Oostenrijk · Rusland · Schotland · Wales · Zweden · Zwitserland
FLF · A-internationals · Bondscoaches · Statistieken · Luxemburgs vrouwenelftal · Luxemburg U21 · Luxemburg U19 · Luxemburg U18 · Luxemburg U17 · Luxemburg U16
1911 – 1919 ·
1920 – 1929 ·
1930 – 1939 ·
1940 – 1949 ·
1950 – 1959 ·
1960 – 1969 ·
1970 – 1979 ·
1980 – 1989 ·
1990 – 1999 ·
2000 – 2009 ·
2010 – 2019 ·
2020 − 2029
OS 1920 · 
OS 1924 · 
OS 1928 · 
OS 1936 · 
OS 1948 · 
OS 1952
1911 · 
1912 · 
1913 · 
1914 · 
1915 · 1916 · 1917 · 1918 · 1919 · 
1920 · 
1921 · 1922 · 1923 · 
1924 · 
1925 · 1926 · 
1927 · 
1928 · 
1929 · 1930 · 1931 · 1932 · 1933 · 
1934 · 
1935 · 
1936 · 
1937 · 
1938 · 
1939 · 
1940 · 
1941 · 1942 · 1943 · 1944 · 
1945 · 
1946 · 
1947 · 
1948 · 
1949 · 
1950 · 
1952 · 
1952 · 
1953 · 
1954 · 
1955 · 
1956 · 
1957 · 
1958 · 
1959 · 
1960 · 
1961 · 
1962 · 
1963 · 
1964 · 
1965 · 
1966 · 
1967 · 
1968 · 
1969 · 
1970 · 
1971 · 
1972 · 
1973 · 
1974 · 
1975 · 
1976 · 
1977 · 
1978 · 
1979 · 
1980 · 
1981 · 
1982 · 
1983 · 
1984 · 
1985 · 
1986 · 
1987 · 
1988 · 
1989 · 
1990 · 
1991 · 
1992 · 
1993 · 
1994 · 
1995 · 
1996 · 
1997 · 
1998 · 
1999 · 
2000 · 
2001 · 
2002 · 
2003 · 
2004 · 
2005 · 
2006 · 
2007 · 
2008 · 
2009 · 
2010 · 
2011 · 
2012 · 
2013 · 
2014 · 
2015 ·
2016 ·
2017 ·
2018 ·
2019 ·
2020 ·
2021
Afghanistan ·
Albanië ·
Algerije ·
Armenië ·
Azerbeidzjan ·
België ·
Bosnië en Herzegovina ·
Brazilië ·
Bulgarije ·
Canada ·
Cyprus ·
DDR ·
Denemarken ·
(West-)Duitsland ·
Egypte ·
Engeland ·
Estland ·
Faeröer ·
Finland ·
Frankrijk ·
Gambia ·
Georgië ·
Griekenland ·
Hongarije ·
Ierland ·
IJsland ·
Israël ·
Italië ·
Japan ·
Joegoslavië ·
Kaapverdië ·
Kameroen ·
Kazachstan ·
Letland ·
Liechtenstein ·
Litouwen ·
Madagaskar ·
Malta ·
Marokko ·
Mexico ·
Moldavië ·
Montenegro ·
Myanmar ·
Nederland ·
Nigeria ·
Noord-Ierland ·
Noord-Macedonië ·
Noorwegen ·
Oekraïne ·
Oostenrijk ·
Polen ·
Portugal ·
Qatar ·
Roemenië ·
Rusland ·
San Marino ·
Saoedi-Arabië ·
Schotland ·
Senegal ·
Servië ·
Servië en Montenegro ·
Slovenië ·
Slowakije ·
Sovjet-Unie ·
Spanje ·
Thailand ·
Togo ·
Tsjechië ·
Tsjecho-Slowakije ·
Turkije ·
Uruguay ·
Verenigde Staten ·
Wales ·
Wit-Rusland ·
Zuid-Korea ·
Zweden ·
Zwitserland